# Volo Afriqiyah Airways 771
Il volo Afriqiyah Airways 771 era un collegamento internazionale da Johannesburg, Sudafrica, a Tripoli, Libia. Il 12 maggio 2010 intorno alle 06:10 ore locali (04:10 UTC), l'Airbus A330 che operava il volo precipitò durante l'avvicinamento all'aeroporto di Tripoli. Dei 104 passeggeri ed equipaggio a bordo, l'unico superstite fu il bambino di 9 anni originario dei Paesi Bassi, Ruben van Assouw.
L'incidente del volo Afriqiyah Airways 771 è stato il secondo a coinvolgere un Airbus A330 in meno di un anno (dopo il volo Air France 447) e la terza perdita di Airbus A330 in totale.

## L'aereo
Il velivolo, un Airbus A330-200 registrato 5A-ONG e numero seriale (MSN) 1024, fu consegnato nel settembre 2009 e al momento dell'incidente aveva otto mesi di vita, con approssimativamente 1.600 ore di servizio e 420 cicli di decolli e atterraggi. Era equipaggiato con due propulsori General Electric CF6-80E1. Aveva una configurazione che permetteva una capacità di 253 passeggeri. Questo volo nello specifico trasportava 93 passeggeri e 11 membri d'equipaggio. La maggior parte dei passeggeri erano cittadini olandesi che stavano ritornando da una vacanza in Sud Africa. Un ufficiale dell'aeroporto affermò che 13 libici, tra i passeggeri e l'equipaggio, erano morti nello schianto.

## Passeggeri ed equipaggio
La lista ufficiale dei passeggeri coinvolti nel disastro venne rilasciata dalla compagnia aerea alle varie ambasciate nazionali la mattina del 15 maggio. Già in data 14 maggio era stata diffusa la specifica della nazionalità degli occupanti il volo riportata nella tabella seguente; l'equipaggio era interamente libico.
| Nazionalità | Deceduti   | Deceduti   | Sopravvissuti | Totale |
| Nazionalità | Passeggeri | Equipaggio | Sopravvissuti | Totale |
| ----------- | ---------- | ---------- | ------------- | ------ |
| Olandese    | 67         | –          | 1             | 68     |
| Libica      | 2          | 11         | –             | 13     |
| Sudafricana | 13         | –          | –             | 13     |
| Austriaca   | 2          | –          | –             | 2      |
| Britannica  | 1          | –          | –             | 1      |
| Francese    | 1          | –          | –             | 1      |
| Tedesca     | 1          | –          | –             | 1      |
| Zimbabwese  | 1          | –          | –             | 1      |
| Belga       | 4          | –          | –             | 4      |
| Totale      | 92         | 11         | 1             | 104    |

Diverse le nazionalità dei passeggeri a bordo, con una prevalenza di cittadini olandesi fra i quali il bambino di nove anni Ruben van Assouw, unico superstite del disastro. Il bambino stava viaggiando assieme ai propri genitori e al fratello poi perito nell'incidente: quando è stato soccorso il piccolo passeggero era ancora sul suo sedile con la cintura di sicurezza allacciata; ricoverato in un ospedale locale venne sottoposto alle cure chirurgiche del caso e infine venne salvato.

## L'incidente

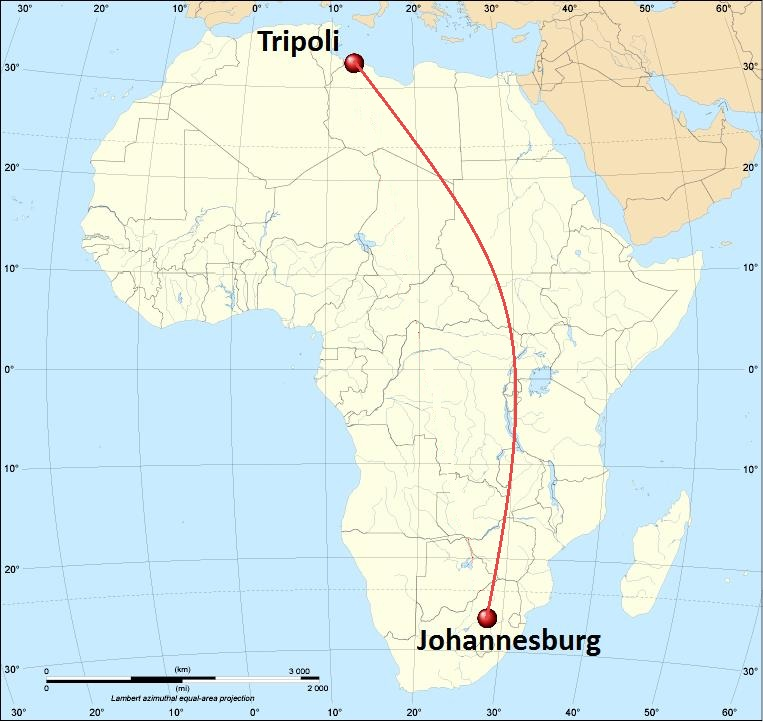
La rotta del volo 771.

Il volo partì regolarmente dall'aeroporto di Johannesburg, in Sudafrica, con destinazione l'aeroporto di Tripoli, in Libia.
Alle 05:29 ora locale, il comandante contattò l'ATC di Tripoli. Il controllore autorizzò il volo ad effettuare un avvicinamento con localizzatore "TW" alla pista 09 e comunicò i dati meteorologici, dirigendolo inoltre verso atterraggio con avvicinamento da est. Alle 05:58, l'equipaggio contattò il controllore di torre che ordinò di continuare l'avvicinamento e di segnalare l'avvistamento della pista.
Durante il tragitto verso il radiofaro di localizzazione, i piloti discussero della procedura di avvicinamento che avrebbero utilizzato, che a quel punto avrebbe dovuto essere già stata scelta. Presa una decisione, iI primo ufficiale attivò immediatamente la procedura e l'aeromobile iniziò la discesa finale per l'atterraggio troppo presto, prima del localizzatore "TW", dove avrebbe dovuto essere iniziata. L'equipaggio non acquisì alcun riferimento visivo prima di iniziare l'avvicinamento.
Alle 06:00, il volo 771 superò il localizzatore "TW" a 1 000 piedi (300 m), 200 piedi (61 m) al di sotto dell'altitudine prescritta. Quando il volo si avvicinò all'altitudine di decisione di 720 piedi (220 m), il comandante ordinò di continuare la discesa, nonostante non ci fosse alcun riferimento visivo della pista. Un minuto dopo l'aereo era sceso a 280 piedi (85 m) dal suolo quando il Terrain awareness and warning system emise un allarme di prossimità al suolo nella cabina di pilotaggio. Il comandante ordinò una riattaccata e l'autopilota venne disattivato.
Il primo ufficiale alzò il muso dell'aereo per 4 secondi e le leve di spinta vennero impostate sulla potenza di go-around. L'aeromobile si inclinò fino a 12,3° con il naso all'insù e l'equipaggio di volo sollevò il carrello e i flap. Poco dopo, il copilota iniziò a dare degli input di abbassamento del muso che provocarono la riduzione dell'attitudine al beccheggio dell'aeromobile a 3,5°. (Il copilota potrebbe essersi concentrato sulla velocità dell'aeromobile, piuttosto che sulla sua altitudine). L'assetto di beccheggio per il go-around non venne mantenuto e le istruzioni del flight director del computer di bordo non furono seguite. (Secondo il rapporto, la stanchezza potrebbe aver contribuito a far sì che il primo ufficiale si concentrasse esclusivamente sulla velocità dell'aria). Il comandante e il primo ufficiale stavano dando contemporaneamente degli input allo stick laterale dell'aeromobile (anche se non in modo sufficiente a far scattare l'avviso di "doppio input"). Questa azione generò confusione su chi stesse pilotando il velivolo. Il Ground Proximity Warning System emise gli allarmi "too low terrain", "sink rate" e "pull up", mentre l'aereo perdeva quota e il copilota rispondeva con un brusco input di picchiata. Il comandante prese il controllo del velivolo senza preavviso, tramite il pulsante di priorità dello stick laterale e mantenne l'input di picchiata, mentre il primo ufficiale stava contemporaneamente tirando indietro il proprio stick laterale. Due secondi prima dell'impatto con il suolo, il velivolo si trovava a 180 piedi (55 m). Anche il comandante stava tirando completamente indietro la barra di comando, il che suggeriva che entrambi i piloti erano consapevoli dell'imminente collisione dell'aereo con il suolo. Due secondi dopo, l'aereo si schiantò al suolo a una velocità di 262 nodi (485 km/h), a circa 3 900 piedi (1 200 m) dalla pista 09, al di fuori del perimetro dell'aeroporto.
Durante l'avvicinamento finale e fino al momento dell'incidente, il pilota non aveva segnalato alcun problema alla torre di controllo. Le condizioni meteorologiche al momento dell'incidente includevano una bassa visibilità. La pista principale dell'aeroporto (pista 09/27) è lunga 11 800 piedi (3 600 m). Il Ministro dei Trasporti libico Mohammed Ali Zidan escluse la causa del terrorismo. Durante l'incidente, l'aereo danneggiò una casa a terra. Il proprietario della casa, sua moglie e i loro cinque figli rimasero illesi. La casa e la vicina moschea dovevano già essere demolite nell'ambito dei piani di espansione dell'aeroporto. Il primo corpo di un passeggero non libico venne rimpatriato nei Paesi Bassi il 27 maggio 2010. Il 21 giugno 2010, le autorità libiche iniziarono a sgomberare il sito dell'incidente dell'Afriqiyah 771.
L'incidente è il secondo peggiore che ha coinvolto un Airbus A330 (dopo il volo Air France 447) e il secondo peggiore avvenuto in Libia. È stato anche il primo incidente con vittime per Afriqiyah Airways.

## Le indagini
L'Ente nazionale per l'aviazione civile della Libia (LYCCA) aprì un'indagine sull'accaduto. Airbus si rese disponibile per fornire l'assistenza tecnica alle autorità che stavano indagando sullo schianto, proponendo di coinvolgere l'ente francese BEA (Bureau d'enquêtes et d'analyses pour la sécurité de l'aviation civile). L'Autorità dell'aviazione civile sudafricana inviò un team per assistere all'inchiesta. La BEA venne affiancata nell'inchiesta inizialmente da un team di due investigatori, in collaborazione a cinque dirigenti di Airbus. Il Consiglio della sicurezza olandese (Onderzoeksraad voor de Veiligheid o Research Council for Safety) inviò un osservatore. Le scatole nere vennero ritrovate ed inviate a Parigi per le analisi subito dopo l'incidente.
Le autorità esaminarono le registrazioni effettuate dal Flight Data Recorder. Nell'agosto 2010 venne comunicato che le indagini preliminari erano state completate. Non c'erano prove di problemi tecnici né di carenza di carburante. L'equipaggio non aveva segnalato alcun problema tecnico o medico e non aveva richiesto alcuna assistenza.
Il 28 febbraio 2013, l'Autorità dell'aviazione civile libica annunciò di aver stabilito che la causa dell'incidente era stata un errore del pilota. La gestione delle risorse dell'equipaggio era stata insufficiente, le illusioni sensoriali e gli input del primo ufficiale alla cloche laterale dell'aereo furono un fattore che contribuì all'incidente. Anche la stanchezza venne indicata come possibile fattore.
Il rapporto finale dichiarò che l'incidente era stato causato dalla mancanza di un piano d'azione comune dei piloti durante l'avvicinamento, dalla prosecuzione dell'avvicinamento finale al di sotto dell'altitudine minima di decisione senza l'acquisizione di riferimenti visivi al suolo, dall'applicazione inappropriata degli input di controllo del volo durante il go-around e dopo l'attivazione del Terrain Awareness and Warning System, e dalla mancanza di monitoraggio e controllo della traiettoria di volo da parte dell'equipaggio.